# Неронова, Нина Алексеевна
Нина Алексеевна Неронова (1925—2002) — советский педагог, учитель Верхнеколыбельской средней школы Липецкой области. Заслуженный учитель школы РСФСР (1970). Герой Социалистического Труда (1978).

## Биография
Родилась 15 октября 1925 года в селе Большая Казинка Павловского уезда Воронежской губернии в крестьянской семье. 
С 1931 года в возрасте шести лет у Н. А. Нероновой умерла мать. С 1941 года  окончила семь классов местной сельской школы. С 1941 по 1943 годы обучалась в Павловском сельскохозяйственном техникуме. С 1943 года в период Великой Отечественной войны начала свою трудовую деятельность в должности агронома-семеновода районного земельного отдела села Новая Калитва Россошанского района Воронежской области. 
С С 1948 по 1953 годы проходила обучение на заочном отделении Воронежского сельскохозяйственного института. С 1956 по 1959 годы обучалась на заочном отделении Мичуринского педагогического института, по окончании которого получила второе высшее образование по специальности — учитель. 
С 1953 года на педагогической работе. С 1953 по 1957 годы — учитель биологии Введенской восьмилетней школы, с 1957 по 1962 годы — учитель биологии и химии Хлевенской средней школы, с 1962 по 1966 годы — учитель биологии и химии Куринской средней школы, с 1966 по 1979 годы — учитель биологии и химии Верхне Колыбелькской средней школы Хлевенского района Липецкой области.
10 июля 1970 года Указом Президиума Верховного Совета РСФСР «за успехи, достигнутые в области народного образования» Нина Алексеевна Неронова была удостоена почётного звания — Заслуженный учитель школы РСФСР. 
20 июля 1970 года Указом Президиума Верховного Совета СССР «за высокие трудовые достижения по итогам восьмой пятилетки (1966—1970)» Нина Алексеевна Неронова была награждена Орденом Ленина.
27 июня 1978 года Указом Президиума Верховного Совета СССР «за большие заслуги в деле обучения и коммунистического воспитания учащихся» Нина Алексеевна Неронова была удостоена звания Героя Социалистического Труда с вручением Ордена Ленина и золотой медали «Серп и Молот».
С 1979 году вышла на заслуженный отдых по состоянию здоровья. С 1980 года жила в городе Куйбышев. 
Скончалась 8 апреля 2002 года в Самаре.  

## Награды
- Медаль «Серп и Молот» (27.06.1978)
- Два Ордена Ленина (20.07.1971; 27.06.1978)

### Звание
- Заслуженный учитель школы РСФСР (10.07.1970)